# Id Tech

id Tech — семейство игровых движков, разработанных американской компанией id Software.
Каждый из устаревающих движков id Tech после выхода новой версии был опубликован как свободное программное обеспечение под лицензией GNU. Все движки серии id Tech используют интерфейс программирования приложений OpenGL.
До презентации игры Rage, основанной на id Tech 5, движки серии не имели собственного названия и именовались как «Quake engines» (рус. движки Quake), от названия игры Quake, использовавшей первый трёхмерный движок id Software — Quake engine.

## id Tech 1

Скриншот из Doom 2.

На основе движка id Tech 1, ранее известном как Doom engine, компания id Software создала игры Doom и Doom II. Движок был разработан Джоном Кармаком в соавторстве с Майком Абрашом, Джоном Ромеро, Дейвом Тейлером и Полом Рэдеком. Первоначально разработанный для компьютеров фирмы NeXT, движок был портирован на DOS (с выпуском игры Doom), а позже — на игровые приставки и другие операционные системы.

### Игры
Коммерческие игры, в которых используется id Tech 1:
- 1993 — Doom от id Software
- 1994 — Doom II: Hell on Earth от id Software
  - 1994 — The Ultimate Doom от id Software
  - 1994 — Final Doom от id Software
- 1994 — Heretic: Shadow of the Serpent Riders от Raven Software
- 1995 — HeXen: Beyond Heretic от Raven Software
  - 1995 — HeXen: Deathkings of the Dark Citadel от Raven Software
- 1996 — Strife: Quest of the Sigil от Rogue Entertainment

## id Tech 2

Дерево развития движков Quake иллюстрирует, какие игры и движки основаны на id Tech 2.

Скриншот из Quake, игры 1996 года от id Software.

Ранее известен как Quake II engine. (Движок Quake 1, который ему предшествовал, сохранил наименование Quake engine). id Tech 2 основан на исходном коде движка Quake и содержит множество улучшений, в том числе цветное освещение и новый формат моделей.

### Игры
Коммерческие игры, в которых используется id Tech 2:
- 1997 — Quake II от id Software
  - 1997 — Quake II: The Reckoning от Xatrix Entertainment
  - 1998 — Quake II: Ground Zero от Rogue Entertainment
- 1998 — Heretic II от Raven Software
- 1998 — SiN от Ritual Entertainment
  - 1998 — SiN: Wages of Sin от 2015, Inc.
- 1998 — Kingpin: Life of Crime от Xatrix Entertainment
- 2000 — Soldier of Fortune от Raven Software
- 2000 — John Romero’s Daikatana от Ion Storm
- 2001 — Anachronox от Ion Storm

## id Tech 3
Ранее известен как Quake III Engine. Движок основан на предыдущей версии, но много компонентов были переписаны или написаны с нуля.

### Игры
Коммерческие игры, в которых используется id Tech 3:
- 1999 — Quake III Arena от id Software
- 2000 — Quake III: Team Arena от id Software
- 2000 — American McGee’s Alice от Rogue Entertainment
- 2001 — Return to Castle Wolfenstein от Gray Matter Interactive (SP) / Nerve Software (MP)
- 2001 — James Bond 007: Agent Under Fire от EA Los Angeles
- 2002 — Soldier of Fortune II: Double Helix от Raven Software
- 2002 — Wolfenstein: Enemy Territory от Splash Damage
- 2002 — James Bond 007: Nightfire от Eurocom (только консольные версии)
- 2003 — Star Wars Jedi Knight: Jedi Academy от Raven Software
- 2003 — Call of Duty от Infinity Ward
  - 2004 — Call of Duty: United Offensive от Gray Matter Interactive
- 2004 — James Bond 007: Everything or Nothing от EA Redwood Shores (основная игра, в гоночных эпизодах применяется движок EAGL)
- 2007 — Space Trader от HermitWorks Entertainment
- 2008 — Iron Grip: Warlord от Isotx
- 2008 — Quake Live от id Software
- Отменена — Severity от Escalation Studios и Cyberathlete Professional League

Игры, в которых использовался id Tech 3 с инструментарием ÜberTools компании Ritual Entertainment:
- 2000 — American McGee’s Alice от Rogue Entertainment
- 2000 — Heavy Metal: F.A.K.K.² от Ritual Entertainment
- 2002 — Medal of Honor: Allied Assault от 2015, Inc. (основан на модифицированном коде FAKK2)
  - 2003 — Medal of Honor: Allied Assault Spearhead от EA Los Angeles
  - 2003 — Medal of Honor: Allied Assault Breakthrough от TKO Software
- 2003 — Star Trek: Elite Force II от Ritual Entertainment

Игры, использующие оригинальный или переработанный движок id Tech 3 и распространяющиеся по свободной лицензии:
- 2005 — OpenArena от команды разработчиков ОpenArena
- 2006 — Alien Arena (серия игр) от COR Entertainment (движок модифицировался и получил название CRX)
- 2006 — Tremulous от Dark Legion Development
- 2007 — World of Padman: Standalone Complex от Padworld Entertainment
- 2008 — Urban Terror от FrozenSand

На базе этого движка основан IW engine, применяющийся в серии игр Call of Duty.

## id Tech 4

Скриншот игры Doom 3, демонстрирующий новую технологию освещения и затенения.

id Tech 4 — первый движок серии, написанный на языке программирования C++. Впервые использовался в игре Doom 3, поэтому изначально назывался Doom 3 engine (рус. движок Doom 3). По сравнению с предыдущей версией в id Tech 4 были полностью переписаны все подсистемы движка. На момент своего выхода id Tech 4 считался одним из самых технологичных и требовательных к аппаратным ресурсам движком. Движок активно использовал новейшие на то время технологии попиксельного освещения, самозатенения и другие.

### Игры
Коммерческие игры, в которых используется id Tech 4:
- 2004 — Doom 3 от id Software
  - 2005 — Doom 3: Resurrection of Evil от Nerve Software
- 2005 — Quake 4 от Raven Software
- 2006 — Prey от Human Head Studios
- 2007 — Enemy Territory: Quake Wars от Splash Damage
- 2009 — Wolfenstein от Raven Software[2]
- 2011 — Brink от Splash Damage
- Отменена — Prey 2 от Human Head Studios
- 2025 — Skin Deep[англ.] от Blendo Games[англ.]

## id Tech 5
id Tech 5 — следующий движок серии, разрабатываемый id Software для своих новых игр. Движок будет использовать большинство новых графических технологий, включая мегатекстуру. Rage — первая игра, использующая новый движок.

### Игры
Игры, в которых используется id Tech 5:
- 2011 — Rage от id Software
- 2014 — Wolfenstein: The New Order от MachineGames
- 2014 — The Evil Within от Tango Gameworks
- 2015 — Wolfenstein: The Old Blood от MachineGames
- 2016 — Dishonored 2 от Arkane Studios[3]
- 2017 — Quake Champions от Id Software и Saber interactive St. Petersburg

## id Tech 6
id Tech 6 — игровой движок, который ориентирован на ПК и игровые консоли восьмого поколения PlayStation 4 и Xbox One. В движке используется технология Sparse Voxel Octree (SVO, рус. Разреженное воксельное октодерево), которая использует воксели, октодеревья, ray casting и мегатекстуру.

### Игры
Игры, в которых используется id Tech 6:
- 2016 — DOOM от id Software
- 2017 — Wolfenstein II: The New Colossus от MachineGames
- 2017 — DOOM VFR от id Software
- 2019 — Wolfenstein: Youngblood от MachineGames

## id Tech 7
id Tech 7 — игровой движок, который ориентирован на ПК и игровые консоли восьмого поколения PlayStation 4, Xbox One и Nintendo Switch.

### Игры
Игры, в которых используется id Tech 7:
- 2020 — DOOM Eternal от id Software
- 2024 — Indiana Jones and the Great Circle от MachineGames

## id Tech 8
id Tech 8 — игровой движок, который ориентирован на ПК и игровые консоли девятого поколения PlayStation 5 и Xbox Series X|S.

### Игры
Игры, в которых используется id Tech 8:
- 2025 — DOOM: The Dark Ages от id Software